# Ronde van Frankrijk 2022/Vijfde etappe
De vijfde etappe van de Ronde van Frankrijk 2022 werd verreden op 6 juli met start in Rijsel en finish in Arenberg (Porte du Hainaut). Het betrof een vlakke etappe over 155 kilometer, waarin kasseienstroken werden aangedaan.

## Koersverloop
In deze etappe ontstond na lang strijden een kopgroep van zes met daarin bolletjestruidrager Magnus Cort, zijn ploeggenoot Neilson Powless, Simon Clarke, Edvald Boasson Hagen, Alexis Gougeard en Taco van der Hoorn. Zij werkten goed samen en kregen maximaal een voorsprong van drieënhalve minuut. Nog in aanloop naar de kasseien kwam geletruidrager Wout van Aert ten val en wist even later een botsing met een ploegwagen te voorkomen. Hij keerde tien kilometer voor de kasseistrook terug in het peloton.
Het peloton ging nerveus over de kasseien. Eerste slachtoffer waren Jonas Vingegaard (kettingproblemen) en Ben O'Connor moest het peloton laten gaan. De Deen stapte in de haast op de fiets van Nathan Van Hooydonck, die veels te groot was en een kolderiek gezicht opleverde. Hij ging met de hulp van Van Aert en een aantal andere ploeggenoten in de achtervolging op het peloton. Even later kwam ook de andere troef van Team Jumbo-Visma, Primož Roglič ten val, toen voor hem Caleb Ewan viel over een hooibaal die op de weg kwam. Roglič's schouder vloog daarbij uit de kom. De problemen bij Roglič en Vingegaard waren voor Tadej Pogačar het signaal om in de aanval te gaan. Hij ging samen met Jasper Stuyven in de achtervolging op de kopgroep, waar Gougeard al uit was gelost. Pogačar en Stuyven kwamen tot ongeveer vijftig seconden, maar niet veel meer.
Pas in de slotfase werd duidelijk dat de kopgroep mocht strijden om de etappezege. Cort loste in de slotkilometers als prijs voor het werk dat hij had geleverd om Powless' kansen op de gele trui te doen vergroten. Powless plaatste onder de boog van de laatste kilometer een demarrage, waarna de drie achter hem leken te pokeren. Boasson Hagen, ook kanshebber om het geel wist de drie echter terug te brengen tot het wiel van Powless. Vervolgens plaatste Van der Hoorn zijn sprint. Hij leek te winnen, maar werd in de laatste meters geklopt door Clarke. Daarachter kwamen Pogačar en Stuyven binnen, op slechts dertien seconden gevolgd door een groep favorieten met daarin ook Vingegaard, die Van Aert bedankte voor bewezen diensten. Roglič wist niet terug te keren en verloor uiteindelijk twee minuten. O'Connor moest uiteindelijk vier minuten toegeven op de titelhouder.

## Uitslag
| Rijsel – Arenberg (Porte du Hainaut) (155 km) |                      |                                    |          |
| Plaats                                        | Naam                 | Ploeg                              | Tijd     |
| 1                                             | Simon Clarke         | Israel-Premier Tech                | 3u13'35" |
| 2                                             | Taco van der Hoorn   | Intermarché-Wanty-Gobert Matériaux | z.t.     |
| 3                                             | Edvald Boasson Hagen | Team TotalEnergies                 | + 2"     |
| 4                                             | Neilson Powless      | EF Education-EasyPost              | + 4"     |
| 5                                             | Magnus Cort Nielsen  | EF Education-EasyPost              | + 30"    |
| 6                                             | Jasper Stuyven       | Trek-Segafredo                     | + 51"    |
| 7                                             | Tadej Pogačar        | UAE Team Emirates                  | z.t.     |
| 8                                             | Jasper Philipsen     | Alpecin-Deceuninck                 | +1'04"   |
| 9                                             | Fabio Jakobsen       | Quick Step-Alpha Vinyl             | z.t.     |
| 10                                            | Luca Mozzato         | B&B Hotels - KTM                   | z.t.     |

| Algemeen klassement |                      |                        |           |
| Plaats              | Naam                 | Ploeg                  | Tijd      |
| Gele trui           | Wout van Aert        | Team Jumbo-Visma       | 16u17'22" |
| 2                   | Neilson Powless      | EF Education-EasyPost  | + 13"     |
| 3                   | Edvald Boasson Hagen | Team TotalEnergies     | + 14"     |
| 4                   | Tadej Pogačar        | UAE Team Emirates      | + 19"     |
| 5                   | Yves Lampaert        | Quick Step-Alpha Vinyl | + 25"     |
| 6                   | Mads Pedersen        | Trek-Segafredo         | + 36"     |
| 7                   | Jonas Vingegaard     | Team Jumbo-Visma       | + 40"     |
| 8                   | Adam Yates           | Team INEOS             | + 48"     |
| 9                   | Tom Pidcock          | Team INEOS             | + 49"     |
| 10                  | Geraint Thomas       | Team INEOS             | + 50"     |

## Opgaves
- Jack Haig (Bahrain-Victorious): Opgave tijdens de etappe vanwege een gebroken pols
- Michael Gogl (Alpecin-Deceuninck): Opgave tijdens de etappe

1e etappe ·
2e etappe ·
3e etappe ·
4e etappe ·
5e etappe ·
6e etappe ·
7e etappe ·
8e etappe ·
9e etappe ·
10e etappe ·
11e etappe ·
12e etappe ·
13e etappe ·
14e etappe ·
15e etappe ·
16e etappe ·
17e etappe ·
18e etappe ·
19e etappe ·
20e etappe ·
21e etappe
Startlijst · Eindstanden · Afbeeldingen